# Flughafen Akita

i7
i11
i13
Der Flughafen Akita (japanisch 秋田空港 Akita Kūkō, IATA-Code: AXT, ICAO-Code: RJSK) ist ein Regionalflughafen der japanischen Stadt Akita. Er liegt etwa 20 Kilometer südöstlich der Stadt Akita. Der Flughafen Akita gilt nach der japanischen Gesetzgebung als Flughafen 2. Klasse.

## Geschichte
Der Flughafen wurde am 1. Oktober 1961 eröffnet.